# Misko Antisin
Misko Antisin (* 4. Juli 1964 in Vancouver, British Columbia) ist ein ehemaliger schweizerisch-kanadischer Eishockeyspieler.

## Karriere
Antisin spielte in Nordamerika zuerst in den unterklassigen Juniorenligen, ehe er 1983 bei den Victoria Cougars auf oberster Juniorenstufe in der Western Hockey League zum Einsatz kam. 
Nach Abschluss seiner Juniorenzeit wechselte Antisin 1985 in die Schweiz zum damaligen Zürcher SC. Nach einer Saison wechselte er in die Leventina zum HC Ambrì-Piotta, bei welchem bereits weitere kanadisch-schweizerische Doppelbürger unter Vertrag standen. Die meiste Zeit seiner Karriere verbrachte er zwischen 1990 und 1998 beim EV Zug, wo er sich nach und nach zum Publikumsliebling und regelmäßigen Scorer entwickelte. In seinem letzten Jahr für den Verein konnte er mit diesem die Schweizer Meisterschaft gewinnen. Erfolgreich verlief auch die anschließende Weltmeisterschaft mit der Schweizer Nationalmannschaft, welche auf dem vierten Platz beendet werden konnte. Bereits 1992 war er mit der Schweizer Nationalmannschaft Vierter an der Weltmeisterschaft geworden.
Ab 1998 lief Antisin für den HC Lugano auf, mit welchem er gleich in seinem ersten Jahr einen weiteren Meistertitel feiern konnte. Gegen Ende seiner Karriere verhalf er 2002 dem HC Servette Genève zum Aufstieg in die Nationalliga A. Während der Saison 2002/03 erlitt er eine schwere Knieverletzung und musste seine Karriere beenden. 
Für die Schweiz erzielte er in 51 Länderspielen 7 Tore, 19 Assists und 55 Strafminuten.